# Соболев, Семён Иванович
Семён Иванович Соболев (1 сентября 1907 года, с. Винодельное, Ставропольская губерния, Российская империя — 2000 год, Россия) — советский военачальник, полковник (1942).

## Биография
Родился 1 сентября 1907 года в селе Винодельное, ныне город Ипатово, Ставропольский край, Россия. Русский.

## Военная служба
5 ноября 1929 года был призван в РККА и зачислен в 64-й стрелковый полк 22-й Краснодарской стрелковой дивизии в городе Армавир. С декабря 1929 года по октябрь 1930 года прошел курс обучения в полковой школе и продолжил службу в том же полку командиром отделения, с января 1931 года — на сверхсрочной службе в должности помощника командира взвода. Во время учебы в полковой школе курсантом принимал участие в ликвидации бандитизма на Северном Кавказе. Член ВКП(б) с 1931 года. В мае 1932 года направлен в Бакинскую пехотную школу. В декабре окончил ее и был назначен в 183-й стрелковый полк 61-й стрелковой дивизии в город Урюпинск Сталинградской области, где исполнял должности командира взвода и роты. С ноября 1937 года по август 1938 года находился на учебе на курсах «Выстрел», после выпуска направлен на Дальний Восток командиром батальона 274-го стрелкового полка 92-й стрелковой дивизии 1-й Отдельной Краснознаменной армии. В сентябре был допущен к исполнению должности начальника штаба этого полка.

### Великая Отечественная война
С началом войны дивизия в составе 39-го стрелкового корпуса вошла в сформированную на Дальневосточном фронте 25-ю армию. 1 октября 1941 года майор Соболев был назначен командиром 22-го стрелкового полка. К 30 октября дивизия была передислоцирована с Дальнего Востока в состав 4-й отдельной армии и участвовала в Тихвинских оборонительной и наступательной операциях. С 18 декабря она вместе с армией была включена в Волховский фронт 2-го формирования. С 23 января 1942 года дивизия вела боевые действия в составе 59-й армии. В феврале подполковник Соболев был назначен начальником штаба 92-й стрелковой дивизии и участвовал с ней в Любанской наступательной операции. С 5 апреля допущен к командованию 24-й отдельной стрелковой бригадой, однако уже 21 апреля был снят с должности и назначен начальником штаба 376-й стрелковой дивизии. Ее части в составе 59-й армии Волховской группы Ленинградского фронта (с 8 июня — Волховского фронта) вели оборонительные бои в районах Полисть и по западному берегу реки Волхов. С 10 сентября дивизия переброшена в район леса западнее Путилово, где вошла в состав 2-й ударной армии Волховского фронта. С 21 сентября участвовала с ней в Синявинской наступательной операции, но успеха не имела и к 20 октября была выведена во второй эшелон. 29 декабря полковник Соболев был тяжело ранен и до 5 июля 1943 года находился в госпитале.
10 июля 1943 года назначен командиром 115-й стрелковой дивизии, которая в составе 54-й армии Волховского фронта находилась в обороне в районе Посадников Остров. С 10 сентября выведена в резерв на доукомплектование. С 14 ноября ее части в составе 3-й ударной армии 2-го Прибалтийского фронта с рубежа Сергейцево — Пыжева перешли в наступление в направлении Пустошка. Прорвав передний край обороны противника и сломив его сопротивление, они к исходу дня перерезали шоссейную дорогу Пустошка — Идрица и перешли к обороне. В ночь на 4 декабря дивизия совершила марш по маршруту Шамолово — Казенные Лешни — Уставны и заняла оборону южнее озера Язно. С 16 декабря она перешла в наступление, форсировала реку Уща и вышла к западной окраине деревни Торжок. С 20 декабря ее части занимали оборону севернее деревни Калачево. 11 января 1944 года полковник Соболев был отстранен от должности и назначен заместителем командира 115-й стрелковой дивизии. С 5 февраля по май 1944 года состоял в резерве Ставки ВГК, затем был зачислен слушателем Высшей военной академии им. К. Е. Ворошилова. 12 сентября окончил ее ускоренный курс и был направлен в распоряжение Военного совета 3-го Прибалтийского фронта. С 23 сентября 1944 года допущен к исполнению должности заместителя командира 33-й стрелковой Холмской Краснознаменной дивизии. В составе 1-й ударной и 54-й армий участвовал с ней в Тартуской наступательной операции и освобождении города Валга. С 14 по 22 октября дивизия в составе 2-го Прибалтийского фронта принимала участие в прорыве обороны противника на ближних подступах к Риге, затем с 3-й ударной армией была переброшена на 1-й Белорусский фронт в Польшу.
С 29 декабря 1944 года по 18 февраля 1945 года полковник Соболев командовал 207-й стрелковой Краснознаменной дивизией. До 17 января она вела подготовку к наступлению в районе города Миньск-Мазовецки, затем к 31 января совершила марш в район Шенвальде — Зонов, где заняла оборону. С 18 февраля Соболев переведен на должность заместителя командира 33-й стрелковой Холмской Краснознаменной дивизии. В составе 3-й ударной армии участвовал с ней в Восточно-Померанской и Берлинской наступательных операциях. Указом ПВС СССР от 26 апреля 1945 года за образцовое выполнение заданий командования в боях при овладении городами Белгард, Трептов, Грайфенберг, Камин, Польцов, Плате и проявленные при этом доблесть и мужество дивизия была награждена орденом Суворова 2-й ст., а за отличия при овладении столицей Германии приказом ВГК от 11 июня 1945 г. ей было присвоено наименование «Берлинская».

### Послевоенное время
После войны продолжал служить в этой же дивизии в ГСОВГ. С 3 декабря 1946 года исполнял должность заместителя начальника отдела боевой подготовки 3-й ударной армии. В мае 1949 года переведен заместителем начальника отдела боевой подготовки штаба Воронежского ВО. С 18 мая 1951 года по 29 августа 1952 года находился на учебе на курсах усовершенствования командиров стрелковых дивизий при Военной академии им. М. В. Фрунзе, затем был назначен заместителем командира 23-й отдельной стрелковой Лисичанской Краснознаменной бригады УрВО. С ноября 1953 года был заместителем командира 194-й стрелковой дивизии.
22 января 1955 года полковник Соболев уволен в запас.
Указом Президента Российской Федерации от 4 мая 1995 года полковник в отставке С. И. Соболев был награжден орденом Жукова.

## Награды
РФ
- орден Жукова (04.05.1995)[2]

СССР
- орден Ленина (05.11.1954)[3]
- три ордена Красного Знамени (01.01.1942[4], 13.05.1945[5], 15.11.1950[3])
- два ордена Отечественной войны I степени (25.03.1945[6], 06.04.1985[7])
- орден Красной Звезды (03.11.1944)[3]

медали в том числе:
- - «За оборону Ленинграда» (1943)
  - «За победу над Германией в Великой Отечественной войне 1941—1945 гг.» (22.12.1945)[8]
  - «За взятие Берлина» (07.12.1945)[9]
  - «За освобождение Варшавы»
  - «Ветеран Вооружённых Сил СССР»
- знак «50 лет пребывания в КПСС»